# Selaginella protracta
Selaginella protracta är en mosslummerväxtart som beskrevs av Otto Warburg. Selaginella protracta ingår i släktet mosslumrar, och familjen mosslummerväxter. Inga underarter finns listade i Catalogue of Life.